# Автошлях Р 79
Автошлях Р 79 — регіональний автомобільний шлях в Україні, E105 М18 — Сахновщина — Ізюм — Борова — Куп'янськ — Дворічна — Піски. Проходить територією Берестинського, Лозівського, Ізюмського, Куп'янського районів Харківської області.
Починається від автотраси E105 М18, одразу ж перетинає паралельну трасу Р51. Далі проходить через села Вільне, Андріївка, Дар Надії, Івано-Слиньківка, селище Сахновщина, села Степанівка, Миколаївка, Червона Долина, Артільне, Надійне, Р51, Різдвянка, Садове, Благодатне, Тихопілля, Мечебилове, Нова Миколаївка, Степок, Грушуваха, Велика Комишуваха, Топольське, місто Ізюм E40 М03,Р78, села Гороховатка, Бойні, селище Борова, села Богуславка, Загризове, Кругляківка, Пристін, Осиново, місто Куп'янськ Н26, села Кіндрашівка, Западне, селище Дворічна, селище Дворічне, села Тавільжанка, Богданівське, Миколаївка, Піски і закінчується у Пісках (пункт контролю).
Загальна довжина — 277,7 км.